# Baker County, Florida
Baker County är ett administrativt område i delstaten Florida, USA. År 2010 hade countyt 27 115 invånare. Den administrativa huvudorten (county seat) är Macclenny.

## Geografi
Enligt United States Census Bureau har countyt en total area på 1 525 km². 1 515 km² av den arean är land och 10 km² är vatten.

### Angränsande countyn
- Charlton County, Georgia - nord
- Ware County, Georgia - nord
- Nassau County, Florida - nordöst
- Duval County, Florida - öst
- Clay County, Florida - sydöst
- Union County, Florida - syd
- Bradford County, Florida - syd
- Columbia County, Florida - väst
- Clinch County, Georgia - nordväst

### Orter
- Glen St. Mary
- Macclenny (huvudort)